# Seto, Aichi
Seto (瀬戸市 Seto-shi, Lai Hộ) là một thành phố thuộc tỉnh Aichi, Nhật Bản.
Tính đến năm 2010, thành phố có dân số vào khoảng 133.018 và mật độ dân số 1.190 người/km². Tổng diện tích là 111.61 km².
Thành phố Seto được thành lập vào ngày 1 tháng 10 năm 1929.  Đây là một trong ba khu vực biên giới của Mikuniyama (núi Mikuni). Trước kia, ba khu vực được gọi là Owari, Mino, và Shinano mà ngày nay là Aichi, Gifu và Nagano. Thành phố Seto là biên giới của Mikuniyama.
Thành phố Seto nổi tiếng với đồ gốm và nghề làm gốm đến mức nó trở thành từ chung chỉ gốm sứ Nhật Bản - setomono (瀬戸物 setomono).

## Liên kết ngoài

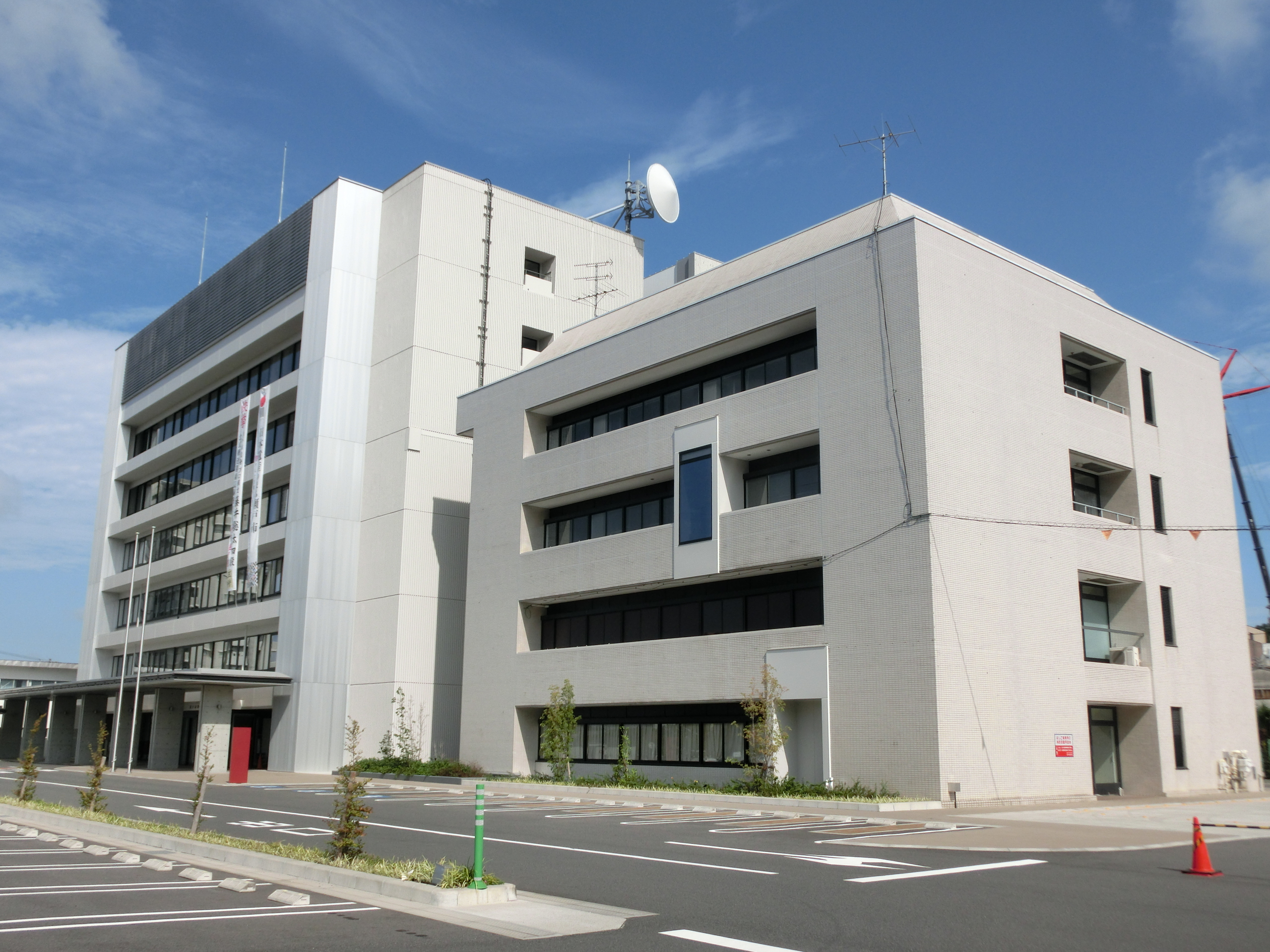
Chính quyền thành phố

## Giáo dục
Seto có 6 trường trung học: 
- Seto
- Seto Nishi
- Seto Kita
- Seto Yogyo
- Seirei
- Saint Capitanio.

Đại học
- Đại học Gakuin Nagoya
- Đại học Nanzan Seto

## Người nổi tiếng
- Aoki Sayaka: diễn viên
- Suzuki Junji: Nghị sĩ Hạ viện
- Seto Asaka: diễn viên
- Hasegawa Toru: cầu thủ bóng đá

## Thành phố kết nghĩa

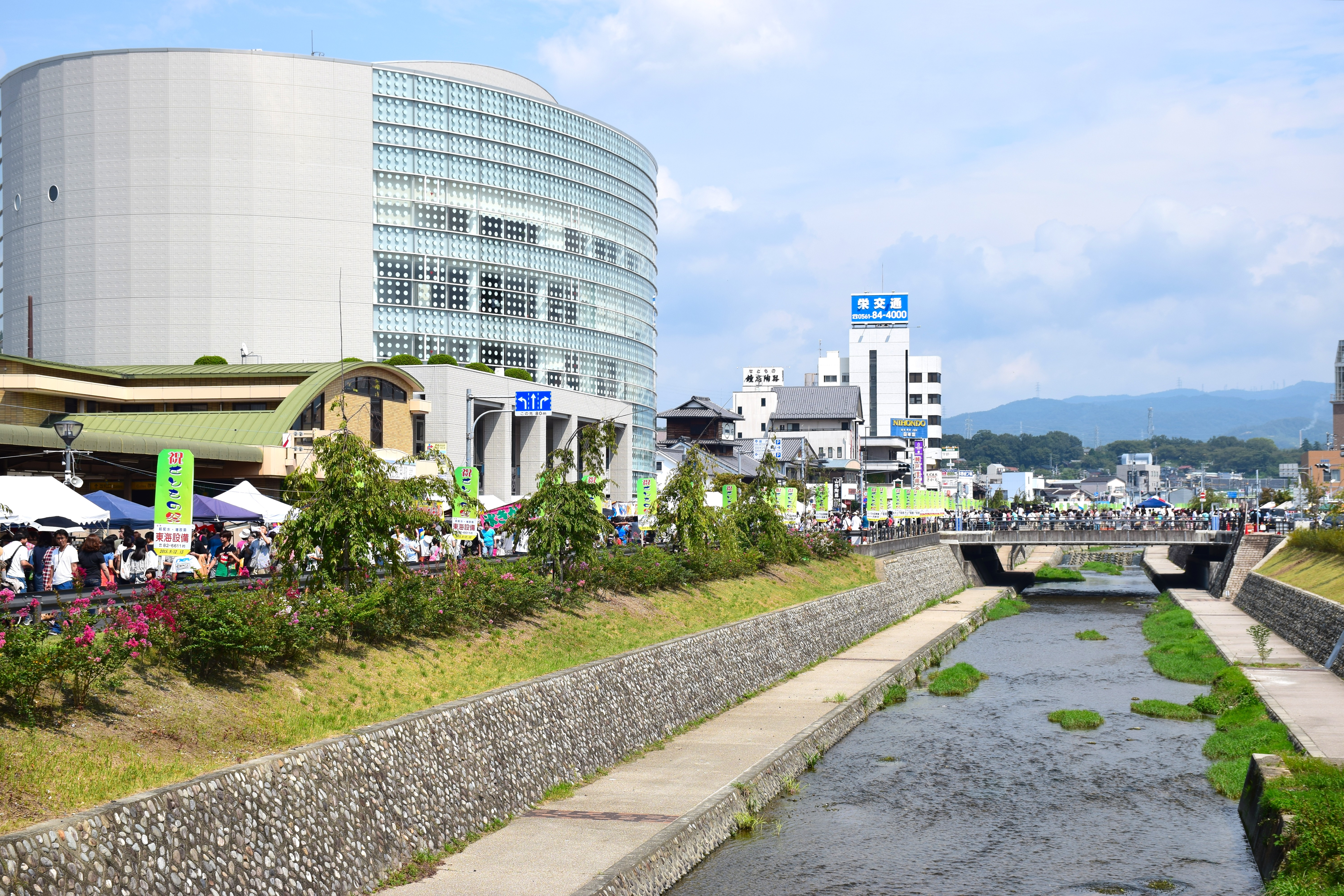
Trung tâm quốc tế thành phố Seto và nhà ga Owari-Seto

- Cảnh Đức Trấn (1996)
- Limoges
- Nabeul